# 魔法の山
『魔法の山』（まほうのやま）は、日本国の漫画家、谷口ジローの漫画作品である。

## 概説
かつて、谷口ジローの故郷の山に洞穴があった。その記憶が本作の創作に繋がった。

## あらすじ
博物館を訪れた少年に、飼育されているオオサンショウウオが語り掛けてきた。泉に戻してくれれば願いを叶えてくれるという。

## 初出
『週刊ヤングジャンプ』に、「特別読切」として2号連続掲載された。
- 前編 - 第28巻第1号（2006年1月1日（1）号）[3]
- 後編 - 第28巻第2号（2006年1月8日（2）号）[3]

## 単行本
フランス語
全頁をコンピュータで着彩し、出版された。
- La Montagne magique. Casterman. (2007-09-24). ISBN 978-2-20300322-4[6]

オランダ語
- De magische berg. Casterman. (2007-09). ISBN 978-90-303-6077-3

スペイン語
- La montaña mágica. Ponent Mon. (2009-01). ISBN 978-84-92444-34-2
- La montaña mágica. Ponent Mon. (2016). ISBN 978-1-910856-55-0[7]

イタリア語
- La montagna magica. Rizzoli Lizard. (2009-04-15). ISBN 978-881703131-8[8]

日本語
『いざなうもの』に所収された。
- 「魔法の山」『いざなうもの』小学館〈ビッグコミックススペシャル〉、2017年12月13日。ISBN 978-4-09-189779-4。[10]

ドイツ語
『Unruhige Geister und stille Gefährten』に所収された。
- “Der magische Berg”. Unruhige Geister und stille Gefährten. CARLSEN Verlag. (2019-10-05). ISBN 978-3-551-77880-2[12]

## 余聞
フランス共和国国民教育省は、一度は本作を学校推薦図書に選定したが、本作に児童ポルノと疑われる表現があるとの指摘を受けて、学校推薦図書から除外する措置をとった。

## 脚註